# Ernesto Vitetti
Ernesto Vitetti (Crotone, 3 dicembre 1867 – Roma, 11 aprile 1948) è stato un funzionario e prefetto italiano.

## Biografia
Laureato in Giurisprudenza, vinse un concorso pubblico il 25 febbraio 1893; cominciò a prestare servizio nelle sedi di Gerace, Catanzaro, Salerno e Reggio Calabria. Venne in seguito nominato prefetto di 2ª classe il 7 luglio 1919 e prefetto di 1ª classe il 5 marzo 1926.
Il 7 luglio 1919 venne nominato prefetto di Treviso; dal 20 agosto 1920 fino al maggio 1922 rimase a disposizione dei vari organi dello Stato.
Nel luglio 1921 fu Capo di gabinetto del Sottosegretario di Stato per la Presidenza del Consiglio dei ministri.
Nel maggio 1922 ricevette l'incarico di presidente ad interim del CDA del Pio Istituto di Santo Spirito ed Ospedali riuniti di Roma e, nel dicembre 1924, ne assunse a tutti gli effetti la presidenza.
Il 16 dicembre 1926 venne nominato prefetto di Piacenza e, in seguito, prefetto di Messina il 16 settembre 1927.
Nel luglio 1928 ricevette la nomina a Consigliere di Stato.